# L'Assassinat de Marat
L'Assassinat de Marat est un tableau réalisé par le peintre français Jean-Joseph Weerts en 1880. Cette huile sur toile est une peinture d'histoire qui représente Charlotte Corday acculée contre un mur, couteau en main, alors que le peuple révolutionnaire de Paris fait irruption avec force gestes dans la pièce où gît renversé le corps de Jean-Paul Marat, qu'elle vient d'assassiner dans son bain. L'œuvre est conservée à La Piscine, à Roubaix, ville natale de l'artiste.